# Jasmín nahokvětý

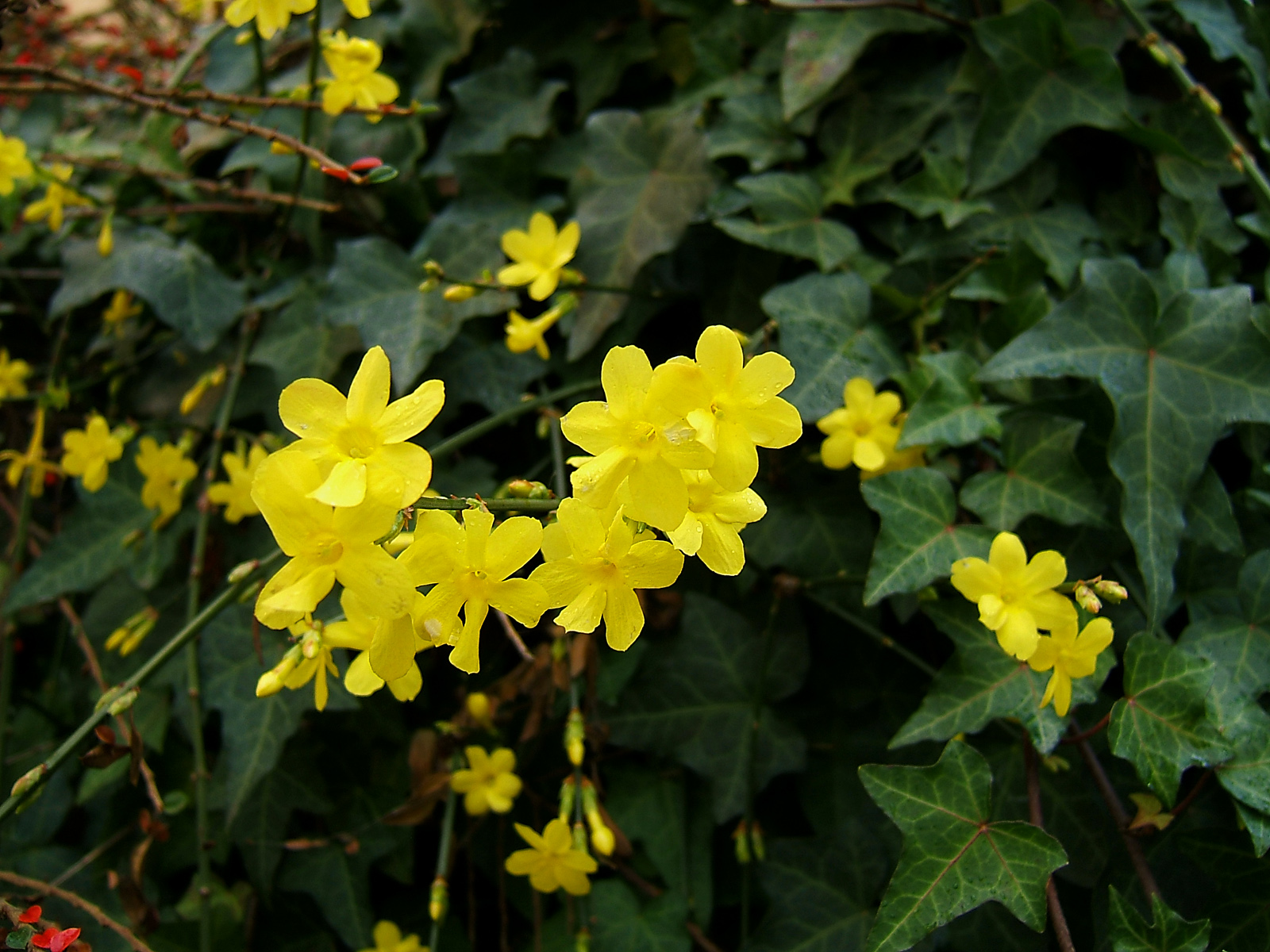
Nápadité kombinace břečťanu a jasmínu. Listy břečťanu jsou stálezelené a květy jasmínu na tmavě zeleném pozadí skvěle vyniknou; současně zanikne neuspořádaný habitus jasmínu

Jasmín nahokvětý (Jasminum nudiflorum) je poléhavý keř patřící mezi opadavé dřeviny. Pochází z Tibetu a z Číny; roste na svazích a v horských roklinách v nadmořské výšce od 800 do 4500 m.

## Popis
Větvičky jsou čtyřhranné, obloukovitě rostoucí, tmavě zelené, později světlezelené až hnědozelené, listy malé, protistojné, tmavě zelené. Každý z listů je rozdělen do tří oválných podlouhlých lístků, které jsou asi tři cm dlouhé. Může dorůstat výšky až tři metry a vzhledem k tomu, že větvičky ležící na zemi zakořeňují, není šířka keře omezena. Tato rostlina se dokáže poměrně agresivně šířit, někdy proto bývá využívána k pokrytí holých beztravních ploch.

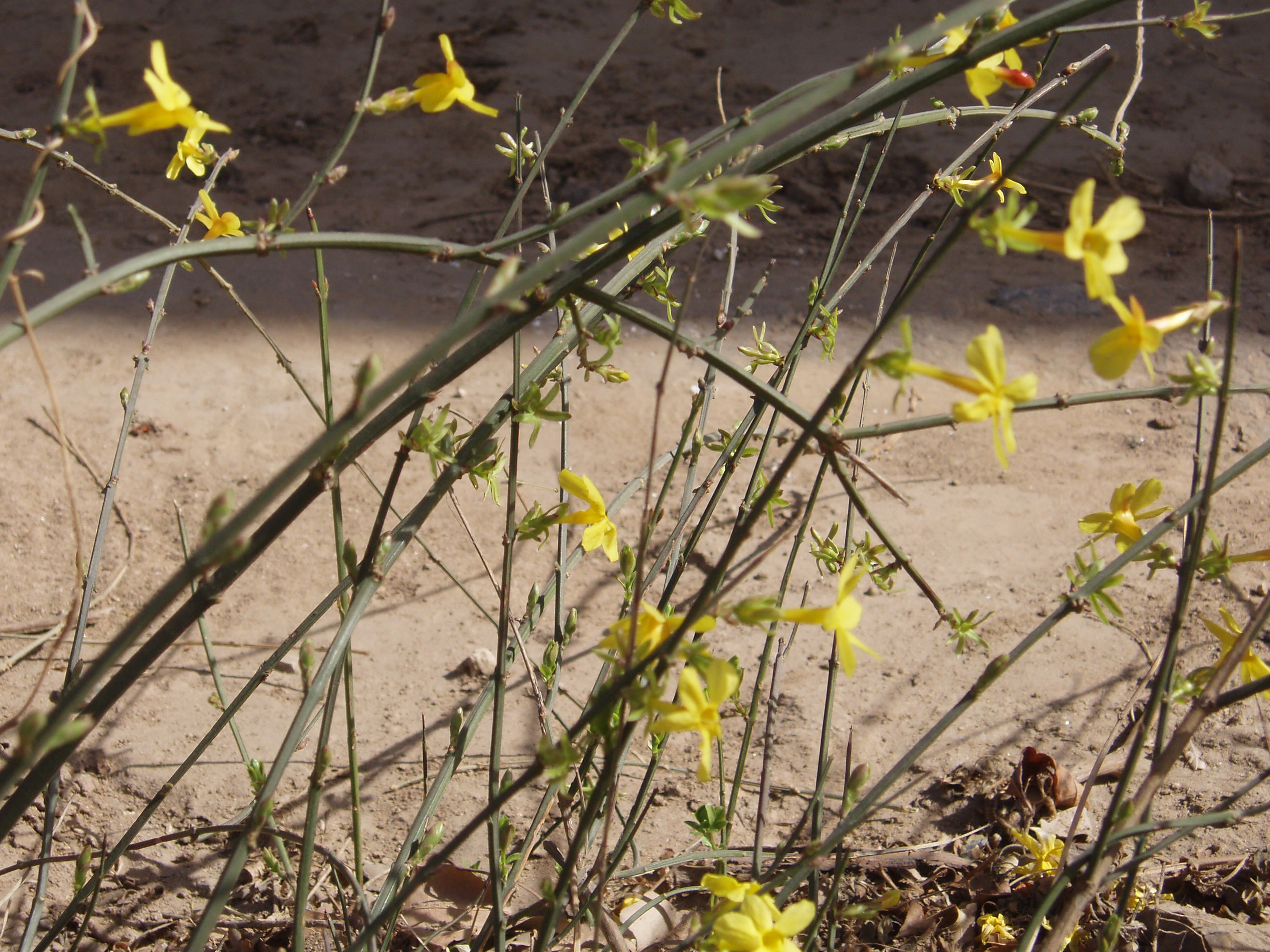
Řezem neupravené keříky jasmínu mohou růst poněkud neuspořádaně

Kvete od listopadu do března na jednoletých prutech, v ČR zpravidla v lednu nebo únoru až do března. Jasně žlutý květ měří v průměru asi 1–2 cm a má šest lístků.

## Nároky
Jasmín miluje plné slunce, ve stínu kvete špatně nebo vůbec ne. Je odolný proti škůdcům a chorobám. Aby kvetl pravidelně, vyžaduje silný řez (zhruba o třetinu délky), který by měl být proveden každý rok brzy na jaře ihned po odkvětu.
Je velice nenáročný. Půdu má raději propustnou, živnou a neutrální, ale dobře snese i jílovitou, kyselou nebo zásaditou.

## Použití
Může být pěstován jako náhrada trávníku, k pokrytí ploch, které lze jen špatně udržovat. Lze jej použít v malých zahradách, ale i k pokrytí velkých ploch ve velkých parcích, vždy však s vědomím, že roste velmi agresivně. Lze jej dobře ohýbat a vyvazováním vést po vertikálních nebo horizontálních konstrukcích. V určité míře snese sešlapávání a lze jej použít ke zpevnění ploch ohrožených erozí.
Tento druh jasmínu může být pěstován jako bonsai.

### Rozmnožování
Rozmnožuje se bylinnými řízky, ale dobře jej lze rozmnožovat i hřížením. Pokud po řezu necháme ležet větvičky volně na zemi, je pravděpodobné, že zakoření.